# یاسر میرزایی
یاسر میرزایینقاش معاصر ایرانی است.
فوق ليسانس نقاشي از دانشگاه سوره تهران او در سال ۱۳۸۵ برگزیده جشنواره تجسمی شد و در سال ۱۳۸۶ جایزه جلوه‌های نگارگری در نقاشی معاصر به وی اهدا شد. دو سال پس از آن جایزه جشنواره هنرهای تجسمی فرهنگسرای نیاوران را از آن خود کرد. بازتاب واقعیت و استیصال انسانی در کارهای او به چشم می‌خورد. شركت در بيش از ٥٠ نمايشگاه گروهي داخلي و خارجي و ٦ نمايشگاه انفرادي را در كارنامه خود دارد. در حال حاضر مشغول كار مجموعه اي با عنوان "فراموش شده گان" است، كه اختصاص دارد به فقر بخصوص فقر كودكان سيستان و بلوچستان و كمبود فضاي آموزشي در آنجا.
بخشي از استيتمنت آن مجموعه؛
"سقف مدرسه چوبي و ايرانيت فلزي است و بلوک هایی با قدمتی بیش از ۲۰ ساله دیوارهاي این مدرسه را تشكيل داده است. در اين مدرسه تنها یک کلاس نیمکت دارد و می توان حدس زد دانش آموزی که قرعه کلاس بی نیمکت و میز به نام او می افتاد چه حسرتی به دل دارد" 
```
نمایشگاهای انفرادی:
```

نمایشگاه نقاشی با عنوان "جهان زیر پای گرگها" ، گالری A ، تهران 1395
- نمایشگاه نقاشی با عنوان " هرچیزی که فضا اشغال کند"، گالری آن، تهران 1394
- نمایشگاه نقاشی با عنوان "قبل،جنگ؛بعد" ،گالری آن، تهران 1392
- نمایشگاه با عنوان "مسخ " ، گالری آن ، تهران 1390
- نمایشگاه نقاشی با عنوان "شهر زنده است" ، گالری آن، تهران1389
- نمایشگاه نقاشی ، گالری هما ، تهران 1388
- نمایشگاه نقاشی منظره نگاری، گالری برگ ، 1387